# Keshena (Wisconsin)
Keshena település az Amerikai Egyesült Államok Wisconsin államában, Menominee megyében, melynek megyeszékhelye is. Lakosainak száma 1257 fő (2020. április 1.).

## Népesség
A település népességének változása:

| 2010 | 1 262 |
| 2020 | 1 257 |